# La Estrella de Antofagasta
La Estrella de Antofagasta (anteriormente denominada La Estrella del Norte) es un periódico chileno, de carácter local, editado en Antofagasta, capital de la región homónima. Se caracteriza por su lenguaje simple, lo que lo hace cercano a la población lectora.

## Historia
Fue fundado como diario vespertino el 2 de mayo de 1966 por la Sociedad Chilena de Publicaciones y Comercio S.A., y su primer director fue Mario Cortés Flores. El 29 de junio de 1971 los trabajadores del diario realizaron una huelga exigiendo mejoras salariales, ante lo cual se tomaron las oficinas del periódico y la publicación no salió a las calles dicho día. Al año siguiente otra paralización hizo que el periódico no circulara entre el 7 y el 20 de abril.
Desde el 11 de septiembre de 1975 comenzó a publicar el suplemento femenino Genoveva, que era editado por La Estrella de Valparaíso. El 14 de febrero de 1979, con ocasión del centenario de la ocupación chilena de Antofagasta, estrenó el sistema ófset, y desde el 2 de abril de ese mismo año comenzó a circular en las mañanas.
El 22 de agosto de 1984 un artefacto explosivo detonó en las dependencias del diario, dañando ventanales y sectores cercanos a los talleres de impresión. Desde el 17 de septiembre de 1991 la portada del periódico es impresa completamente en color, y en junio de 1994 comenzó a implementarse la diagramación electrónica de las páginas del periódico. El 19 de junio de 1995 el periódico comenzó a ser impreso en formato tabloide, y desde el 1 de noviembre del mismo año empezó a circular en los días festivos. El 3 de enero de 2001 debutó el sitio en internet del periódico, siendo el último periódico de la cadena de diarios regionales de El Mercurio en poseer una edición electrónica.
Desde sus inicios, el periódico ha cubierto importantes hechos noticiosos para la comunidad antofagastina, teniendo especial relevancia en el terremoto ocurrido en 2007 en la región, y tras el cual lanzó una edición especial al día siguiente del evento sísmico. La Estrella del Norte pertenece a la Sociedad Periodística El Norte S.A., la cual es filial de El Mercurio S.A.P. Asimismo, el periódico se encuentra asociado a la Asociación Nacional de la Prensa.

## Directores
- Mario Cortés Flores (2 de mayo-19 de diciembre de 1966)
- Alfonso Castagneto Rodríguez (20 de diciembre de 1966-4 de junio de 1972)
- René Zhigley Correa (5 de junio-27 de diciembre de 1972)
- Mario Cortés Flores (28 de diciembre de 1972-24 de abril de 1974)
- Hugo Rivera Quiroga (25 de abril de 1974-10 de agosto de 1975)
- Germán Carmona Mager (11 de agosto de 1975-4 de diciembre de 1978)
- Gabriel Cantón Santelices (5 de diciembre de 1978-30 de agosto de 1980)
- Aníbal Godoy Purtz (1 de septiembre de 1980-19 de junio de 1981)
- Waldo Dante Carvajal (20 de junio de 1981-12 de agosto de 1982)
- Roberto Retamal Pacheco (13 de agosto de 1982-26 de junio de 1993)
- Reinaldo Neira Ruiz (30 de junio de 1993-16 de agosto de 1995)
- Caupolicán Márquez Vergara (17 de agosto de 1995-15 de octubre de 1997)
- Sergio Montivero Bruna (16 de octubre de 1997-2 de febrero de 2009)
- Pablo Sandoval Jara (3 de febrero de 2009-18 de agosto de 2010)
- Sergio Mercado Richards (1 de febrero de 2011-presente)[7]